# Álvaro de Soto
Álvaro de Soto Polar[cita requerida] (Buenos Aires, 16 de marzo de 1943) es un diplomático, internacionalista y mediador peruano. Fue embajador del Perú en Francia del 2016 al 2019.

## Biografía
Nacido en Buenos Aires en 1943, es hijo de Alberto Soto de la Jara y Rosa Polar Ugarteche (hermana del político cristianodemócrata Mario Polar). Su padre fue un diplomático que sirvió en el gobierno de Bustamante y que hubo de exiliarse del Perú con su familia cuando ocurrió el golpe de Estado de 1948. 
De Soto realizó estudios escolares en el Colegio Internacional de Ginebra y cursó sus estudios superiores en Letras en la Pontificia Universidad Católica del Perú (1961-1962), Derecho en la Universidad Mayor de San Marcos (1963-1967) y Relaciones Internacionales en la Academia Diplomática del Perú (1977). Posteriormente, realizó estudios de postgrado en el Instituto de Altos Estudios Internacionales de Ginebra (1979-1980).
Se casó con la hispano-peruana Begoña Ibarra y luego con la argentina Irene Philippi Aris, con quien tuvo tres hijos. 

### Carrera en Naciones Unidas
En 1968, ingresó al servicio diplomático y ese mismo año fue destinado a la delegación peruana ante las Naciones Unidas en Nueva York. En 1975, regresó a la Cancillería y fue nombrado director de la División de Soberanía Marítima, puesto que ejerció hasta 1980 cuando pasó a Ginebra para ocupar el puesto de representante alterno de su país en las Naciones Unidas. Durante este tiempo estuvo involucrado en las negociaciones de la Convención de las Naciones Unidas sobre el Derecho del Mar como coordinador del Grupo de los 77 y China (1974-1982). 
En 1982, ingresó al servicio de las Naciones Unidas en la oficina de la Secretaría General al mando de su compatriota Javier Pérez de Cuéllar, primero como asistente especial y luego como asistente ejecutivo (1982-1991). 
En 1988, fue nombrado representante personal del secretario general para el proceso de paz en Centroamérica y en calidad de enviado encabezó las exitosas negociaciones de paz entre el gobierno salvadoreño y el Frente Farabundo Martí que pusieron fin a la guerra civil en el país (1990-1991). 
En 1992, Butros Butros-Ghali lo nombró asesor político de su oficina y en 1995 secretario general adjunto para Asuntos Políticos, siendo responsable para las Américas, Europa, Asia y el Pacífico y participante de las negociaciones entre Indonesia y Portugal sobre Timor. En ese mismo cargo, Kofi Annan lo designó enviado especial de la ONU para Birmania (1997-1999).
En 1999, fue nombrado subsecretario general y consejero especial para la conflicto de Chipre. Al año siguiente, fue designado enviado a ese país y jefe de la fuerza para el mantenimiento de paz (UNFICYP), puestos en los que se mantuvo hasta 2004 cuando fue rechazado el Plan Annan para la reunificación chipriota y se desmanteló la misión especial. Brevemente fue enviado especial al Sahara Occidental para la mediación en el conflicto entre Marruecos y el Frente Polisario. En 2005, fue nombrado enviado especial para el proceso de paz en Medio Oriente, pero renunció al cargo y a su carrera en Naciones Unidas dos años después. Según un documento filtrado por The Guardian esto se debió en gran medida a las injustas sanciones impuestas por Estados Unidos e Israel a Palestina, y a la "presión norteamericana que ha golpeado en sumisión el rol imparcial de las Naciones Unidas en Medio Oriente".
Dedicado a la actividad académica desde entonces, fue miembro de la Global Leadership Foundation, investigador del Instituto Ralph Bunche de Nueva York, asociado del Centro de Ginebra para Políticas de Seguridad, consejero en el Arnold A. Saltzman Institute de Columbia y profesor visitante de la Paris School of International Affairs (PSIA), en Sciences Po.

### Embajador en Francia
En noviembre de 2016, el gobierno de Pedro Pablo Kuczynski lo designó embajador en Francia y, en enero del año siguiente, concurrente en Mónaco, cargos que ocupó hasta 2019.

## Publicaciones
- Obstacles to Peacekeeping (junto a Graciana del Castillo). 1994
- Timing Mediation Initiatives (junto a William Zartman). 2010
- El Salvador: De la guerra civil a la paz negociada (junto a Román Mayorga Quirós, Salvador Sánchez Cerén y otros). 2014